# Okrąg z punktem w środku
Okrąg z punktem w środku, Circumpunct,  zakreślony punkt jest starożytnym symbolem (), któremu przypisuje się wiele znaczeń.

## Symbol Słońca
- Słońce (jako symbol astronomiczny),
- masa Słońca (indeks masy astronomicznej),
- Słońce / złoto (planetarny symbol alchemiczny złota),
- Słońce / Ra (egipskie hieroglify),
- Słońce / dzień (oznaczenie dnia w starożytnym chińskim piśmie na kościach).

## Matematyka
- okrąg z zaznaczonym środkiem (geometria),
- wektor skierowany "na zewnątrz" strony, przeciwieństwo wektora  skierowanego "do środka" strony.

## Geografia
- centrum miasta (europejski znak drogowy),
- dokładne położenie (nawigacja),
- koniec szlaku (Skauting).
- wschód słońca (system meteorologiczny),

## Religie
- Keter (kabała),
- Archanioł Michał (kabała)[1]
- Monada (w filozofii Pitagorejczyków),
- duch (Odżibwejowie).

## Lingwistyka
- hwair (alfabet gocki, hw),
- mlask dwuwargowy (międzynarodowy alfabet fonetyczny),
- tha (brahmi),
- oko (Bliss),
- "dziesiątka" (symbol Unicode).

## Inne
- użyty lub unieważniony znaczek (filatelistyka),
- kokardy (jak oznaczenie samolotów wojskowych),
- znak handlowy Target Corporation,
- symbol nowicjusza wolnomularstwa,
- w skautingu znak patrolowy "Wykonałem zadanie i wróciłem do domu" (umieszczony na grobie Roberta Baden-Powella).